# Batallón Matteotti
El batallón Giacomo Matteotti fue una unidad de voluntarios italianos de la órbita de Giustizia e Libertà que lucharon en la guerra civil española en defensa de la legalidad republicana frente a los sublevados el 17 y 18 de julio de 1936.  

## Historia
El batallón nació en diciembre de 1936 de una escisión de la Columna italiana, que, formada el 17 de agosto de 1936, había luchado en la guerra civil española contra las fuerzas franquistas, y recibió el nombre del diputado socialista Giacomo Matteotti asesinado por fascistas en 1924. Esta división estuvo determinada por la negativa del componente anarquista a aceptar a Ottorino Orlandini, un antifascista católico, como oficial al mando. El nuevo batallón incluía entonces militantes republicanos, miembros de Giustizia e Libertà, socialistas y comunistas, así como nombres destacados como Luigi Battistelli, Angelo Monti y Orlandini. El 6 de diciembre de 1936, el propio Carlo Rosselli dimitió del mando de la Columna y promovió la creación del nuevo batallón, activado en enero de 1937.
El batallón fue colocado en la 26ª División, 120ª Brigada Mixta. Durante un tiempo, el mando estuvo en manos de Enrico Brichetti, que había sido legionario de Fiume y que más tarde se descubrió que era un infiltrado de la policía italiana.
Il 30 aprile 1937 il Battaglione Matteotti confluì nel Battaglione Garibaldi, che in conseguenza di ciò si costituì in Brigata, con le sue compagnie che furono elevate al rango di battaglione. Il 1º battaglione della brigata fu comandato da Libero Battistelli proveniente dal Matteotti. I volontari italiani restarono in Spagna fino al settembre 1938.
El 30 de abril de 1937 el batallón Matteotti se fusionó con el batallón Garibaldi, que posteriormente se convirtió en una brigada, siendo sus compañías elevadas al rango de batallón. El 1er batallón de la brigada estaba comandado por Luigi Battistelli. Los voluntarios italianos permanecieron en España hasta septiembre de 1938.
Durante la guerra civil italiana (1943-1945), en continuación ideal de los lemas de aquella experiencia, se formaron las brigadas Matteotti.